# Historia del uniforme del Girona Fútbol Club

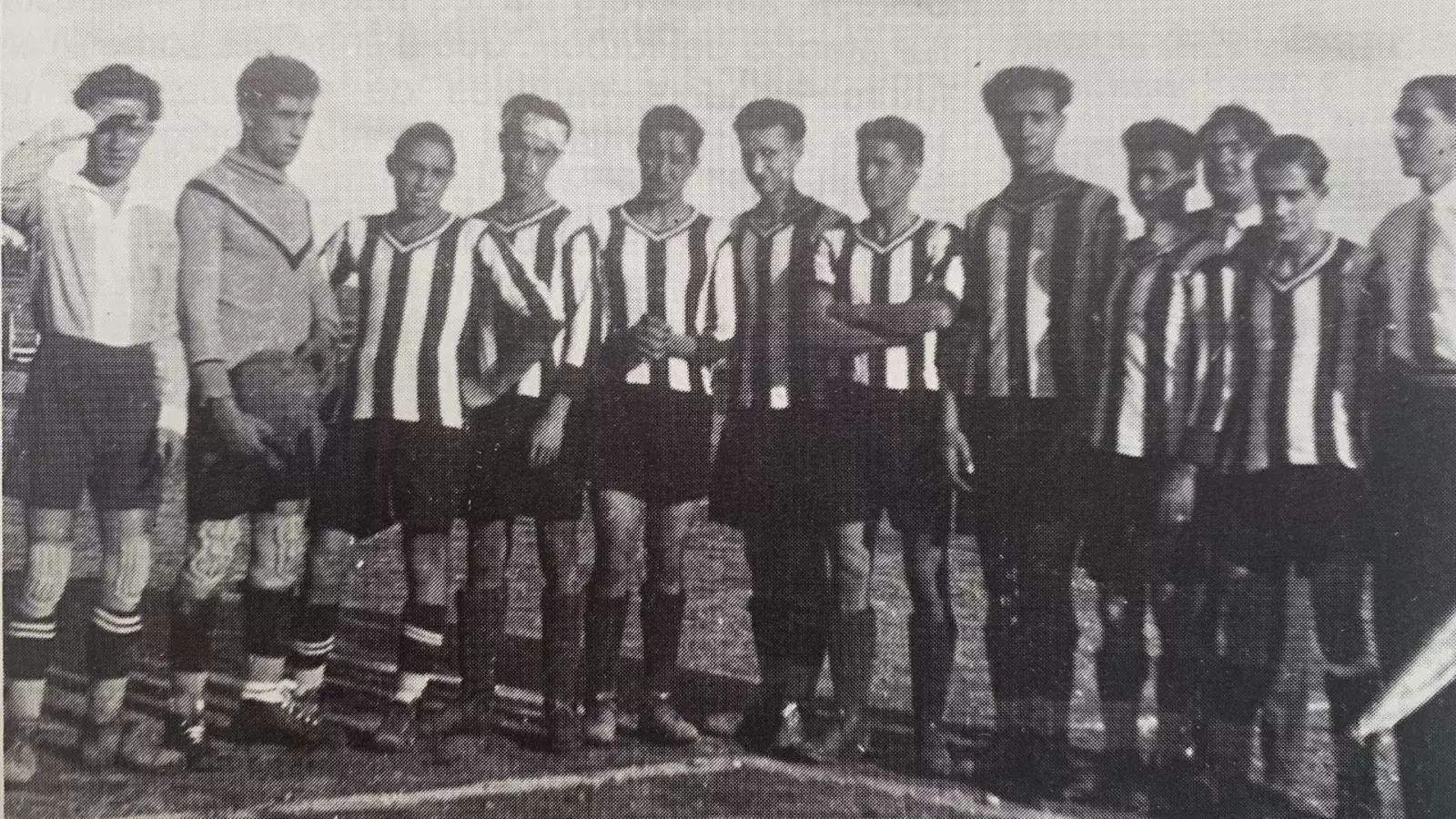
Primera equipacción 1930/31

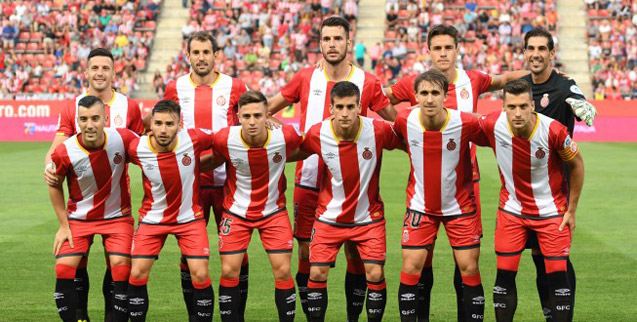
Primera camiseta en 1a Div. 2017/18

La Indumentaria del Girona FC es la utilizada por sus jugadores en todas las competiciones, desde el primer equipo hasta los alevines, como también el equipo femenino.
- Uniforme titular: Los colores que identifica al equipo siempre ha sido el rojo y el blanco, casi en su totalidad ha sido a rayas horizontales, actualmente se compone de Camiseta blanca con rayas 6 rayas finas rojas verticales, pantalón y medias rojas.
- Uniforme suplente: Camiseta, pantalón y medias amarillas.
- Uniforme alternativo: Camiseta, pantalón y medias azul oscuro.

## Primera equipación
| 1930-46 | 1946-47 | 1947-48 | 1948-49 | 1949-50 | 1950-52 | 1952/53 | 1953-55 | 1955/57 | 1957/59 |

| 1959/61 | 1961/62 | 1962/63 | 1963/69 | 1969/70 | 1970/71 | 1971/72 | 1972/73 | 1973/74 | 1974/75 |

| 1975/76 | 1976/78 | 1978/79 | 1979/80 | 1980/83 | 1983/84 | 1984/85 | 1986/88 | 1988/89 | 1989/90 |

| 1990/91 | 1991/92 | 1992/93 | 1993/94 | 1994/95 | 1997/99 | 1999/00 | 2000/01 | 2001/03 | 2003/05 |

| 2005/06 | 2006/07 | 2007/08 | 2008/09 | 2009/10 | 2010/11 | 2011/12 | 2012/13 | 2013/14 | 2014/15 |

| 2015/16 | 2016/17 | 2017/18 | 2018/19 | 2019/20 | 2020/21 | 2021/22 | 2022/23 | 2023/24 | 2024/25 |

| 2025/26 |

## Segunda equipación
| 1972/73 | 1982/83 | 1994/95 | 2003/04 | 2005/06 | 2006/07 | 2007/08 | 2008/09 | 2009/10 | 2010/11 |

| 2011/12 | 2012/13 | 2013/14 | 2014/15 | 2015/16 | 2016/17 | 2017/18 | 2018/19 | 2019/20 | 2020/21 |

| 2021/22 | 2022/23 | 2023/24 | 2024/25 | 2025/26 |

## Tercera equipación
| 2008/09 | 2009/10 | 2010/11 | 2012/13 | 2013/14 | 2014/16 | 2017/18 | 2018/19 | 2019/20 | 2020/21 |

| 2021/22 | 2022/23 | 2023/24 | 2024/25 | 2025/26 |

## Equipación portero
| 1930/31 | 1931/32 | 1968/69 | 1969/70 | 1970/71 | 1973/74 | 1974/75 | 1975/76 | 1976/77 | 1977/78 |

| 1979/80 | 1983/85 | 1985/86 | 1986/88 | 1988/89 | 1989/90 | 1990/91 | 1991/92 | 1991/92 | 1992/93 |

| 1994/95 | 1994/95 | 2002/03 | 2003/04 | 2003/04 | 2003/05 | 2004/05 | 2004/05 | 2005/06 | 2006/07 |

| 2006/07 | 2007/08 | 2007/08 | 2007/08 | 2008/09 | 2008/09 | 2008/09 | 2008/09 | 2008/09 | 2008/09 |

| 2008/09 | 2009/10 | 2009/10 | 2009/10 | 2009/10 | 2010/11 | 2010/11 | 2010/11 | 2010/11 | 2010/11 |

| 2010/11 | 2011/12 | 2011/12 | 2011/12 | 2012/13 | 2012/13 | 2012/13 | 2013/14 | 2013/14 | 2013/14 |

| 2013/14 | 2014/15 | 2014/17 | 2014/16 | 2015/16 | 2015/16 | 2016/17 | 2016/17 | 2017/18 | 2017/18 |

| 2017/18 | 2017/19 | 2018/19 | 2018/19 | 2019/20 | 2019/20 | 2019/20 | 2020/21 | 2020/21 | 2020/21 |

| 2020/21 | 2021/22 | 2021/22 | 2021/22 | 2021/22 | 2022/23 | 2022/23 | 2022/23 | 2023/24 | 2023/24 |

| 2023/24 | 2023/24 | 2024/25 | 2024/25 | 2024/25 | 2024/25 | 2025/26 | 2025/26 | 2025/26 | 2025/26 |

## Proveedores y patrocinadores
| Período   | País                      | Marca                | Proveedor | Patrocinador     |
| --------- | ------------------------- | -------------------- | --------- | ---------------- |
| 1980-1984 | Bandera de Alemania       |                      | Adidas    |                  |
| 1981-1982 | Bandera de Alemania       |                      | Adidas    |                  |
| 1982-1983 | Bandera de Alemania       |                      | Adidas    |                  |
| 1983-1984 |                           |                      |           | Gerio            |
| 1984-1985 |                           |                      |           | Casademont       |
| 1985-1986 |                           |                      |           | Seur             |
| 1986-1987 | Bandera de Alemania       |                      | Adidas    | Espaisol         |
| 1987-1988 | Bandera de Alemania       | Seur                 | Adidas    |                  |
| 1988-1989 | Bandera de España         |                      | Massana   | Formigons Girona |
| 1989-1990 | Bandera de Alemania       |                      | Adidas    | Formigons Girona |
| 1990-1991 | Bandera de España         |                      | Massana   | Formigons Girona |
| 1991-1992 | Bandera de España         | Casa Darnés          | Massana   |                  |
| 1992-1993 | Bandera de Alemania       | Casa Darnés          |           | Puma             |
| 1993-1994 | Bandera de Alemania       | Gas Girona           |           | Puma             |
| 1994-1995 | Bandera de Alemania       | Paternina            |           | Puma             |
| 1999-2000 | Bandera de España         |                      | Bemiser   | Argal            |
| 2000-2001 | Bandera del Reino Unido   |                      | Umbro     |                  |
| 2001-2003 | Bandera de Alemania       |                      | Adidas    | Cotec            |
| 2003-2005 | Bandera de España         |                      | Rondo     | Cotec            |
| 2005-2006 | Bandera de Italia         |                      | Royal     | Ninguno          |
| 2006-2007 | Bandera de España         |                      | Mercury   | Diari de Girona  |
| 2007-2008 | Bandera de Italia         |                      | Macron    | Codere           |
| 2008-2009 | Bandera de Italia         |                      | Diadora   | Codere           |
| 2009-2010 | Bandera de España         |                      | Elements  | Play Pinnacle    |
| 2010-2011 | Bandera de España         | Consorci Costa Brava | Elements  |                  |
| 2011-2012 | Bandera de Estados Unidos |                      | Nike      | La flor del café |
| 2012-2013 | Bandera de España         |                      | Luanvi    | RDI              |
| 2013-2014 | Bandera de España         |                      | Kedeke    | Tamesol          |
| 2014-2015 | Bandera de Italia         |                      | Kappa     | La Bruixa d'Or   |
| 2015-2017 | Bandera de Italia         | CITYLIFT Ascensores  | Kappa     |                  |
| 2017-2018 | Bandera del Reino Unido   |                      | Umbro     | Orgull Gironí    |
| 2018-2019 | Bandera del Reino Unido   | Marathonbet          | Umbro     |                  |
| 2019-2020 | Bandera de Alemania       | Marathonbet          |           | Puma             |
| 2020-2021 | Bandera de Alemania       |                      |           | Puma             |
| 2021-2024 | Bandera de Alemania       | Gosbi                |           | Puma             |
| 2024-2027 | Bandera de Alemania       | Etihad Airways       |           | Puma             |